# مؤشر الأمن الصحي العالمي
يقدم مؤشر العالمي للأمن الصحي نتائج تقييم قدرات الأمن الصحي العالمي في 195 دولة أعدها مركز جونز هوبكنز للأمن الصحي، ومبادرة التهديد النووي (NTI) ووحدة الاستخبارات الاقتصادية (EIU). ُنشر لأول مرة في عام 2019. وتبين أنه «لا يوجد بلد مستعد تماما للأوبئة أو الجائحات، ولكل بلد فجوات مهمة ينبغي معالجتها». في عام 2019، كانت البلدان في فئة «الأكثر استعدادًا» - بالترتيب الأبجدي - أستراليا وكندا وفنلندا وفرنسا وهولندا وكوريا الجنوبية والسويد وتايلاند والمملكة المتحدة والولايات المتحدة. احتلت الولايات المتحدة المرتبة الأولى بقيمة مؤشر 83.5 من أصل 100. وكان أكبر عدد من البلدان في فئة «الأقل استعدادا» في غرب ووسط أفريقيا.

## طريقة
يستند التقرير إلى استبيان مكون من 140 سؤالاً، موزعة على 6 فئات و 34 مؤشرًا و 85 مؤشرًا فرعيًا. الفئات الست هي:
- الوقاية: منع ظهور أو إطلاق مسببات الأمراض
- الكشف والإبلاغ: الكشف المبكر والإبلاغ عن الأوبئة ذات الأهمية الدولية المحتملة
- الاستجابة السريعة: الاستجابة السريعة وتخفيف انتشار الوباء
- النظام الصحي: نظام صحي كاف وقوي لمعالجة المرضى وحماية العاملين الصحيين
- الامتثال للقواعد الدولية: الالتزامات بتحسين القدرات الوطنية، وخطط التمويل لسد الثغرات، والتقيد بالمعايير العالمية
- بيئة المخاطر: بيئة المخاطر الشاملة وقابلية الدولة للتهديدات البيولوجية

يعتمد الفهرس كليا على معلومات مفتوحة المصدر. عمل الباحثون مع لجنة استشارية دولية من 21 خبيرا من 13 دولة.

## التمويل
يمول تطوير المؤشر، من بين أمور أخرى، من خلال مشروع العمل الخيري المفتوح، ومؤسسة بيل وميليندا غيتس ومؤسسة روبرتسون.

## وباء فيروس كورونا
برز مؤشر النظام خلال تفشي جائحة فيروس كورونا 2019–20. في 27 فبراير 2020، رفع الرئيس دونالد ترامب خريطة تستند إلى مؤشر GHS تظهر أن الولايات المتحدة كانت «أفضل دولة محضرة في العالم للجائحة». ومع ذلك، أشار أحد الاستشاريين العاملين في المشروع، بريا بابات، إلى أنه «على الرغم من أن الولايات المتحدة تحتل المرتبة الأولى في المؤشر، إلا أن هناك مجالات حيث هناك مجال للتحسين»، ولا سيما الوصول إلى الرعاية الصحية.
كما واجه مؤشر النظام انتقادات بشأن ما إذا كانت قد بالغت في قدرة أنظمة الرعاية الصحية في الدول الغنية تاريخياً، حيث أشارت مقالة في مجلة ذا لانسيت إلى أن الدول في المرتبة الأكثر استعداداً، مثل المملكة المتحدة كانت أسوأ حالًا من تلك التي حصلت على تصنيف أقل وسط الوباء مثل الصين أو كوريا الجنوبية.

## روابط خارجية
- الموقع الرسمي